# Ornithoptera
Ornithoptera é um gênero de borboletas nativas de algumas regiões da Oceania, se espalhando das Ilhas Molucas até o leste da Austrália e Ilhas Salomão. As Ornithoptera têm sido consideradas como aparentadas a outros dois gêneros, Trogonoptera e Troides, muitas vezes habitando as mesmas matas que estas. Algumas autoridades atribuem ainda gêneros adicionais na divisão das espécies para além de Ornithoptera, como Aetheoptera, Straatmana e Schoenbergia. O número de espécies existentes é debatido, mas alguns pesquisadores acreditam existir pouco mais de 10 espécies, com muitas subespécies incluídas. Estas borboletas são notáveis pelas suas dimensões incomuns, o que as fazem conhecidas pelo nome popular de "asa-de-pássaro" (Birdwing) em algumas regiões. Outra característica notável é a beleza exuberante que certas espécies apresentam. Duas possuem caudas filamentosas, Ornithoptera paradisea e Ornithoptera meridionalis. Outras possuem asas mais largas, como a Ornithoptera goliath.
Neste gênero encontram-se espécies que figuram entre as maiores borboletas do mundo. A maior dentre todas elas, com a fêmea atingindo os 25 centímetros de envergadura, tem o nome científico de Ornithoptera alexandrae e é encontrada apenas em florestas da Nova Guiné. Outra espécie, a Ornithoptera priamus, é considerada a maior borboleta da Austrália (Ornithoptera euphorion é a maior das endémicas) . Devido à sua exuberância singular, esta e outras espécies do gênero são alvos comuns de colecionadores em todo o mundo, o que as têm colocado como espécies em risco de extinção. O desmatamento e outras agressões ao meio-ambiente são também fatores que têm contribuído de forma acelerada para o desaparecimento destas espécies.

## Reprodução e desenvolvimento
É notável o dimorfismo sexual dentro do gênero Ornithoptera, com os machos geralmente sendo menores e mais vistosos, em tons de Azul (Ornithoptera priamus, subspécies urvillianus e caelestis), Laranja (Ornithoptera croesus) ou o verde metálico da maioria das espécies, como a Ornithoptera priamus, subespécie poseidon. As fêmeas possuem tons de marrom, branco, cinza ou amarelo.
As espécies desenvolvem-se dentro das florestas tropicais e os adultos, não raro, são observados circundando as redondezas da floresta em busca de luz solar, a fim de se aquecerem. Os adultos são importantes polinizadores dentro da floresta, contribuindo na reprodução de uma variedade de plantas, como a Lantana e o Hibiscus.
O comportamento reprodutivo varia pouco entre as diferentes espécies. O papel da fêmea é relativamente passivo e lento, pousando de poleiro em poleiro enquanto o macho executa uma elaborada dança de acasalamento à cerca de 20 ou 50 centímetros acima da fêmea. Após o acasalamento, as fêmeas procuram imediatamente plantas adequadas para serem hospedeiras de seus ovos. Em geral, procuram certos gêneros de trepadeiras, tais como Aristolochia.
Suas lagartas são comedoras vorazes e sedentárias, movendo-se muito pouco. Nos casos em que há superlotação de lagartas numa única planta, é possível observar até mesmo o fenômeno do canibalismo. Estas possuem um corpo de coloração escura, que varia do marrom ao cinza, e possuem uma série de tubérculos (semelhantes a espinhos) distribuídos pelo corpo. As lagartas também possuem um órgão retrátil localizado atrás da cabeça conhecido como osmeterium. Quando se sentem ameaçadas, elas se utilizam deste órgão (bifurcado em "Y" como uma língua de serpente) para exalar um odor extremamente desagradável, e assim, afugentar possíveis predadores.